# Gemeentelijke herindelingsverkiezingen in Nederland 1949
Gemeentelijke herindelingsverkiezingen in Nederland 1949 geeft informatie over tussentijdse verkiezingen voor een gemeenteraad in Nederland die gehouden werden in 1949.
De verkiezingen werden gehouden in vier gemeenten die betrokken waren bij een herindelingsoperatie.

## Verkiezingen op 28 februari 1949
- de gemeenten Hoogezand en Sappemeer: samenvoeging tot een nieuwe gemeente Hoogezand-Sappemeer.[2]

Door deze herindeling daalde het aantal gemeenten in Nederland per 1 april 1949 van 1.016 naar 1.015.

## Verkiezingen op 22 juni 1949
- de gemeenten Maarssen en Maarsseveen: samenvoeging tot een nieuwe gemeente Maarssen.[3]

Door deze herindeling daalde het aantal gemeenten in Nederland per 1 juli 1949 van 1.015 naar 1.014.
In al deze gemeenten zijn de reguliere gemeenteraadsverkiezingen van 22 juni 1949 niet gehouden.